# Mentque-Nortbécourt
Mentque-Nortbécourt è un comune francese di 594 abitanti situato nel dipartimento del Passo di Calais nella regione dell'Alta Francia.

## Società

### Evoluzione demografica
Abitanti censiti